# Dietrich Alexander
Dietrich Alexander (* 28. September 1934 in Breslau; † 26. Juli 1999 in Mallersdorf-Pfaffenberg) war ein deutscher marxistisch-leninistischer Philosoph.  

## Leben
Dietrich Alexander studierte nach dem Besuch der Oberschule in Greiz von 1953 bis 1959 in Jena. Als Student der Sozialistischen Einheitspartei Deutschlands (SED) beigetreten, gehörte er 1958 zu den Protagonisten der SED-Kampagne gegen seinen Kommilitonen Dietrich Grille, die dessen Flucht  aus der DDR in die Bundesrepublik zur Folge hatte. Alexanders Schwerpunkte waren Dialektischer Materialismus, Historischer Materialismus, Geschichte der Philosophie, Politische Ökonomie, Logik und Physiologie. 1964 war er Redakteur für „Moderne Naturwissenschaft und Atheismus“. 1965 wurde ihm der Grad eines Doktors verliehen für die wissenschaftliche Arbeit mit dem Titel „Moderne Physiologie und katholischer Seelenglaube“, welche mit „magna cum laude“ bewertet wurde.
Zusammen mit Erhard Lange u. a. schrieb er 1970 das Buch „Hegel und Wir“. 1979 war Alexander Herausgeber einer Monographie zur Begriffsschrift von Gottlob Frege, die im Rahmen der Jenaer Frege-Konferenz erschien.
1982 habilitierte er mit der Arbeit „Marxismus und Psychoanalyse“. Er war ordentlicher Professor an der Friedrich-Schiller-Universität Jena und von 1982 bis 1990 Direktor der Sektion Marxistisch-leninistische Philosophie.
Nach der Deutschen Wiedervereinigung lebte Dietrich Alexander in Landshut.

## Veröffentlichungen (Auswahl)
- Zusammen mit Erhard Lange, Helmuth Barth: Hegel und Wir. VEB Deutscher Verlag der Wissenschaften, Berlin 1970
- Zusammen mit Erhard Lange (Hrsg.): Philosophenlexikon. Dietz Verlag, Berlin 1982, ISBN 3-88436-133-3.